# NGC 5673
NGC 5673 este o galaxie spirală situată în constelația Boarul. A fost descoperită în 15 mai 1787 de către William Herschel. Se află la o distanță de 35,65 de megaparseci de Pământ.